# ユニオン郡 (オハイオ州)
座標: 北緯40度18分 西経83度22分 / 北緯40.300度 西経83.367度
ユニオン郡（英: Union County）は、アメリカ合衆国オハイオ州の郡である。人口は6万2784人（2020年）。郡庁所在地はメアリーズビルである。郡の名称はフランクリン、デラウェア、マディソン、ローガン郡の一部を統合 (Union) した事が反映されている。ユニオン郡はコロンバス都市圏の一部である。

## 地理
アメリカ合衆国統計局によると、ユニオン郡は総面積1,132 km² (437 mi²) である。このうち1,131 km² (437 mi²) が陸地で0.08%の1 km² (0 mi²) が水域である。

### 隣接する郡
- マリオン郡（北東）
- デラウェア郡（東）
- フランクリン郡（南東）
- マディソン郡（南）
- シャンペーン郡（南西）
- ローガン郡（西）
- ハーディン郡（北西）

## 人口動勢
2000年国勢調査で、ロス郡は人口40,909人、14,346世帯、及び10,888家族が暮らしている。人口密度は36/km2 (94/mi2) である。13/km2 (35/mi2) の平均的な密度に15,217軒の住宅が建っている。この郡の人種的な構成は白人95.25%、アフリカン・アメリカン2.81%、先住民0.18%、アジア0.54%、太平洋諸島系0.02%、その他の人種0.22%、及び混血0.98%である。この人口の0.76%はヒスパニックまたはラテン系である。
この郡内の住民は27.60%が18歳未満の未成年、18歳以上24歳以下が7.50%、25歳以上44歳以下が34.00%、45歳以上64歳以下が21.20%、及び65歳以上が9.60%にわたっている。中央値年齢は34歳である。女性100人ごとに対して男性は91.50人である。18歳以上の女性100人ごとに対して男性は85.80人である。
この郡の世帯ごとの平均的な収入は51,743米ドルであり、家族ごとの平均的な収入は58,384米ドルである。男性は40,910米ドルに対して女性は27,405米ドルの平均的な収入がある。この郡の一人当たりの収入 (per capita income) は20,577米ドルである。18歳未満の4.30%及び65歳以上の7.80%を含む、家族の約3.60%及び人口の4.60%は貧困線以下である。

## 日本との関係
1979年、日本の自動車会社初のアメリカ現地生産生産として操業を開始した、本田技研工業のメアリーズビル工場（Marysville Auto Plant）がある。

## 行政
主要記事：Ohio county government

## 都市及び村
市
- メアリーズビル（郡庁所在地）
- ダブリン（小部分）

村

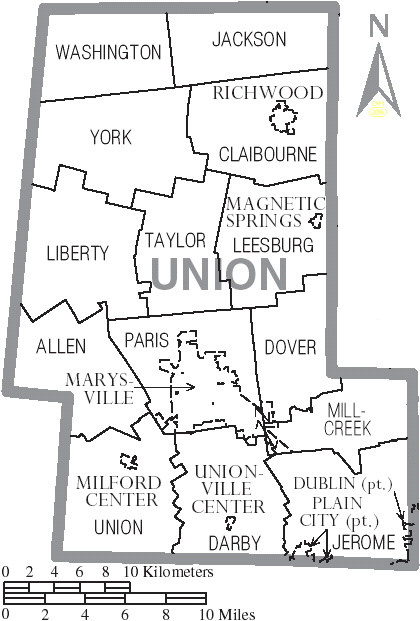
ユニオン郡地図

- ミルフォードセンター（Milford Center）
- ユニオンビルセンター（Unionville Center）
- Magnetic Springs
- Richwood
- Plain City（小部分）